# Roy Orbison
Roy Kelton Orbison (Vernon, Texas, 1936. április 23. – Madison, Tennessee 1988. december 6.) többszörös Grammy-díjas amerikai énekes, zeneszerző, gitáros.

## Pályafutása
Roy Orbison a texasi Vernonban született 1936. április 23-án. Már tizennégy éves korában saját zenekara volt. Húszéves korában országos sikert aratott Ooby Dooby és Rock House című dalaival – előbbit sokan feldolgozták.
Első rock and roll-sikerei közül a Mean Little Woman, a You’re Gonna Cry, a You’re My Baby és a This Kind of Love felkerültek a slágerlistákra. Belekóstolt a countryzenébe és a rockabillybe is. Első helyezett lett az Only the Lonely és a Running Scared, majd Angliában és Amerikában is listavezető lett az Oh, Pretty Woman. A lányok megkönnyezték It’s Over, Blue Bayou, In Dreams című dalait. (Ez utóbbi elhangzott a Kék bársony című, nálunk is vetített filmben, s bekerült minden idők 500 legjobb dala közé.)
Pályatársai szerint Roy Orbison szerzőként megelőzte korát. Az 1960-as évek közepén tragédiák sora sújtotta: felesége, Claudette, akihez egyik legszebb dalát írta, motorkerékpár-baleset áldozata lett. Háza leégett, fiai a tűzben lelték halálukat.
A fekete szemüveges Orbison az 1970-es években elszürkült, de régi dalait szívesen fogadta a közönség.
1988-ban Bob Dylannel, Jeff Lynne-nel, George Harrisonnal és Tom Pettyvel együtt tagja volt a Traveling Wilburys nevű szupergroupnak. A nyolcvanas évek végén ismét reflektorfénybe került, Mystery Girl című utolsó lemezét csak az 1988. december 6-án bekövetkezett, szívroham okozta halála után kapta szárnyra a világhír. Az album egyik száma, a You Got It listavezető volt, és kitűnően sikerült a California Blue is.
Elsők között került a rock and roll halhatatlanjai közé. Összesen négy Grammy-díjat gyűjtött a nyolcvanas évektől, halála után az életműdíjat is megkapta.

## Diszkográfia
- At the Rock House (1961)
- In Dreams (1963)
- Oh Pretty Woman (1964)
- Orbisongs (1966)
- The Very Best of Roy Orbison (1966)
- The Many Moods of Roy Orbison (1969)
- Big O (1970)
- Sings (1972)
- The All-Time Greatest Hits of Roy Orbison vol 1&2 (1976)
- Big O Country (1983)
- The Legendary Roy Orbison (1988)
- Mystery Girl (1989)
- The Sun Years (1989)
- The Black and White Night Live 1989 (1999)
- The Complete Sun Sessions (2001)
- The Essential Roy Orbison (2006)